# Вільвестре
Вільвестре (ісп. Vilvestre) — муніципалітет в Іспанії, у складі автономної спільноти Кастилія-і-Леон, у провінції Саламанка. Населення — 487 осіб (2010).

## Географія
Муніципалітет розташований на португальсько-іспанському кордоні.
Муніципалітет розташований на відстані близько 270 км на захід від Мадрида, 90 км на захід від Саламанки.

## Демографія
Динаміка населення (INE ):

## Галерея зображень

Розташування муніципалітету Вільвестре у провінції Саламанка
Герб муніципалітету Вільвестре